# Charanyca eccentrica
Charanyca eccentrica är en fjärilsart som beskrevs av Edward Alfred Cockayne 1951. Charanyca eccentrica ingår i släktet Charanyca och familjen nattflyn. Inga underarter finns listade i Catalogue of Life.